# Rameau septal postérieur de l'artère sphénopalatine
Les rameaux septaux postérieurs de l'artère sphénopalatine sont des artères systémiques paires de la tête. Ils sont les principales sources de vascularisation du septum nasal.

## Origine
Les rameaux septaux postérieurs naissent de l'artère sphénopalatine dès que cette dernière est entrée dans la cavité nasale.

## Trajet
Les rameaux septaux postérieurs de l'artère sphénopalatine traversent la face inférieure de l'os sphénoïde pour se terminer sur le septum nasal.
Elles s'anastomosent avec les artères ethmoïdales et avec le rameau du septum nasal de l'artère labiale supérieure.
Un rameau descend dans une rainure du vomer jusqu'au canal incisif et s'anastomose avec l'artère palatine descendante.
Ils participent à la constitution de la zone de Kiesselbach.

## Aspect clinique
Les branches de l'artère sphénopalatine sont responsables de la majorité des épistaxis sévères.